# Saison 2015 de l'équipe cycliste Differdange-Losch
La saison 2015 de l'équipe cycliste Differdange-Losch est la onzième de cette équipe.

## Préparation de la saison 2015

### Arrivées et départs
| Arrivées           | Équipe 2014         |
| ------------------ | ------------------- |
| Rick Ampler        |                     |
| Ivan Centrone      |                     |
| Thomas Deruette    | Color Code-Biowanze |
| Pol Flesch         |                     |
| Pontus Kastemyr    | CK Bure             |
| Edgaras Kovaliovas | Rietumu-Delfin      |
| Krisztián Lovassy  | FixIT.no            |
| Kacper Nowicki     |                     |
| Cedric Raymackers  | United              |
| Manuel Stocker     | Bourg-en-Bresse Ain |
| Tom Thill          | Leopard Development |

| Départs              | Équipe 2015           |
| -------------------- | --------------------- |
| César Bihel          | Auber 93              |
| Sebastiano Frassetto | Event Soullimit-Cyber |
| Damien Garcia        | Frøy Oslo             |
| William Guzmán       | Inteja-MMR Dominican  |
| Vytautas Kaupas      |                       |
| Corrado Lampa        |                       |
| Max Losch            |                       |
| Rubén Menéndez       | Inteja-MMR Dominican  |
| Diego Milán          | Inteja-MMR Dominican  |
| Luboš Pelánek        |                       |
| Joaquín Sobrino      | Inteja-MMR Dominican  |
| Kevin Suarez         | Colba-Superano Ham    |

## Coureurs et encadrement technique

### Effectif
| Cycliste           | Date de naissance | Nationalité | Équipe 2014             |  |
| ------------------ | ----------------- | ----------- | ----------------------- |  |
| Rick Ampler        | 26 novembre 1989  | Allemagne   |                         |  |
| Filip Bengtsson    | 17 septembre 1995 | Suède       | CK Bure                 |  |
| Boris Carène       | 7 décembre 1985   | France      | Differdange-Losch       |  |
| Ivan Centrone      | 17 septembre 1995 | Luxembourg  |                         |  |
| Johan Coenen       | 4 février 1979    | Belgique    | Differdange-Losch       |  |
| Jānis Dakteris     | 20 mai 1991       | Lettonie    | Differdange-Losch       |  |
| Thomas Deruette    | 6 juillet 1995    | Belgique    | Color Code-Biowanze     |  |
| Pol Flesch         | 3 juillet 1993    | Luxembourg  |                         |  |
| Sven Fritsch       | 29 mai 1994       | Luxembourg  | Differdange-Losch       |  |
| Christian Helmig   | 17 mai 1981       | Luxembourg  | Differdange-Losch       |  |
| Pontus Kastemyr    | 28 mars 1995      | Suède       | CK Bure                 |  |
| Gediminas Kaupas   | 7 septembre 1988  | Lituanie    | Differdange-Losch       |  |
| Edgaras Kovaliovas | 25 février 1989   | Lituanie    | Rietumu-Delfin          |  |
| Krisztián Lovassy  | 23 juin 1988      | Hongrie     | FixIT.no                |  |
| Kacper Nowicki     | 29 novembre 1996  | Pologne     |                         |  |
| Cedric Raymackers  | 19 juin 1992      | Belgique    | United                  |  |
| Manuel Stocker     | 17 juin 1991      | Suisse      | Bourg-en-Bresse Ain     |  |
| Tom Thill          | 31 mars 1990      | Luxembourg  | Leopard Development     |  |
| Stagiaire          | Date de naissance | Nationalité | Équipe 2015             |  |
| Larry Valvasori    | 30 mai 1996       | Luxembourg  | VV Tooltime Préizerdaul |  |

## Bilan de la saison

### Victoires

#### Sur route
| Date       | Course                                     | Pays    | Classe | Vainqueur         |
| ---------- | ------------------------------------------ | ------- | ------ | ----------------- |
| 25/06/2015 | Championnat de Hongrie du contre-la-montre | Hongrie | CN     | Krisztián Lovassy |
| 09/08/2015 | Classement général du Tour de Hongrie      | Hongrie | 2.2    | Tom Thill         |

#### En cyclo-cross
| Date       | Course                                   | Pays       | Classe | Vainqueur        |
| ---------- | ---------------------------------------- | ---------- | ------ | ---------------- |
| 11/01/2015 | Championnat du Luxembourg de cyclo-cross | Luxembourg | CN     | Christian Helmig |

### Classement UCI

#### UCI Africa Tour
L'équipe Differdange-Losch termine à la 16e place de l'Africa Tour avec 13 points. Ce total est obtenu par l'addition des points des huit meilleurs coureurs de l'équipe au classement individuel, cependant seul un coureur est classé,.
| Rang | Coureur        | Points |
| ---- | -------------- | ------ |
| 123  | Manuel Stocker | 13     |